# Trzylatków Mały
Trzylatków Mały [pronunciación en polaco: /tʂɨˈlatkuf ˈmawɨ/] es un pueblo ubicado en el distrito administrativo de Gmina Błędów, dentro del Condado de Grójec, Voivodato de Mazovia, en el este de Polonia central. Se encuentra aproximadamente a 14 kilómetros al suroeste de Grójec y a 50 kilómetros al suroeste de Varsovia.
El pueblo tiene una población de 80 habitantes.